# 喬應甲
喬應甲（1559年—1627年），字汝俊，號儆我，山西平阳府猗氏縣人，明朝政治人物，同進士出身。

## 生平
萬曆十六年（1588年）戊子科山西鄉試舉人，萬曆二十年（1592年）登壬辰科三甲七十五名進士，户部觀政，八月授襄陽府推官，萬曆三十年（1602年）升為四川道監察御史，巡视北城。萬曆三十一年（1603年）第二次妖書案興起，辱罵首輔沈一貫，署名「四川道御史喬應甲書」。應甲被萬曆帝拿問，應甲回復：如果是自己寫的，何必簽名陷害自己？萬曆認為有道理，將他釋放。沈一貫想乘機鬥爭東林黨吏部侍郎郭正域，遭到應甲反對，沈一貫怒將其調到淮揚巡視鹽政。在淮揚巡按間，發覺漕運總督李三才貪財，加以揭露，得罪東林黨人。
萬曆三十三年十一月巡按遼東，次年告病。三十八年（1610年）五月起補浙江道御史，因之前擅自离任，仍降俸一级。巡视京营、南城、芦沟桥，三十九年四月升陕西按察司副使，之後東林黨爭，東林黨人在京察想要鬥爭應甲，應甲獲得吏部蕭宣化救援，脫身。後丁憂兩次，家居十餘年，萬曆四十三年（1615年）朝廷召以太常寺少卿，應甲不就。家居期間，出家財協助地方農耕治水。
泰昌元年（1620年）起官南京太常寺少卿，未赴任。天啓四年（1624年）升任都察院左副都御史，未任，彈劾許多東林黨人，五年五月以副都御史巡撫陝西，杖殺貪贓枉法的國舅曹應祥，並招安許多因飢荒造反的流寇，深受愛戴，李闖經過其鄉，稱之為「清白吏」。天啟六年（1626年）正月升為南京都察院右都御史，又遭到黨爭，應甲致仕，次年病卒於家，崇禎年間東林黨人以搜捕閹黨的名義，捉拿其子孫。
但上述有關所謂李自成認為喬應甲是清白吏的記載存有爭議，如《明實錄》就記載喬應甲與馮銓交結，并借這關係到處周旋賣友，在陝西巡撫任內「貪聲大著」、「歲跡多端」、「言清行濁」、「聞者欲嘔」等。《崇禎長編》也記載有百姓被搶劫而向喬應甲請求捕賊，喬應甲竟反向失主索取千金，致使百姓被搶劫的皆不敢言，盜賊因而充斥橫行。有關惡行，地方志也有相似的記載。後來經他治下也發生了王二起義。

## 著作
著有《半九亭集》等。

## 家族
祖父乔继宗，岁贡。父乔梓，廪生。